# Tandem (hippomobile)
Pour les articles homonymes, voir Tandem (homonymie).
Le tandem était une voiture hippomobile originaire d'Angleterre, à deux roues, découverte, avec un siège pour le cocher placé très haut (jusqu'à 1,80 m du sol). Sa principale caractéristique est d'être conçue pour être attelée de deux chevaux en flèche, c'est-à-dire l'un derrière l'autre. Cette particularité permettait aux conducteurs sportifs de circuler facilement sur des chemins étroits.
Son nom, qui a fait recette, ne vient pas comme on peut parfois le lire, d'un hypothétique lord Tandem qui en aurait été l'inventeur au XVIIIe siècle. C'est en fait le mot latin tandem, qui signifie « enfin » : les étudiants britanniques, qui affectaient alors de parler latin, se moquaient de la longueur de ces équipages en criant Tandem ! lorsqu'un tel attelage avait fini de passer devant eux. Le mot est resté pour désigner l'attelage en tandem, puis la voiture, et plus tard la bicyclette biplace, ainsi que toutes les machines fonctionnant en double.

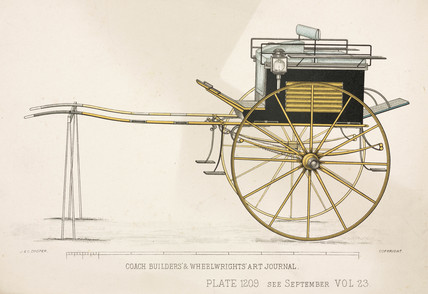
Tandem, 1903, par J. & C. Cooper.
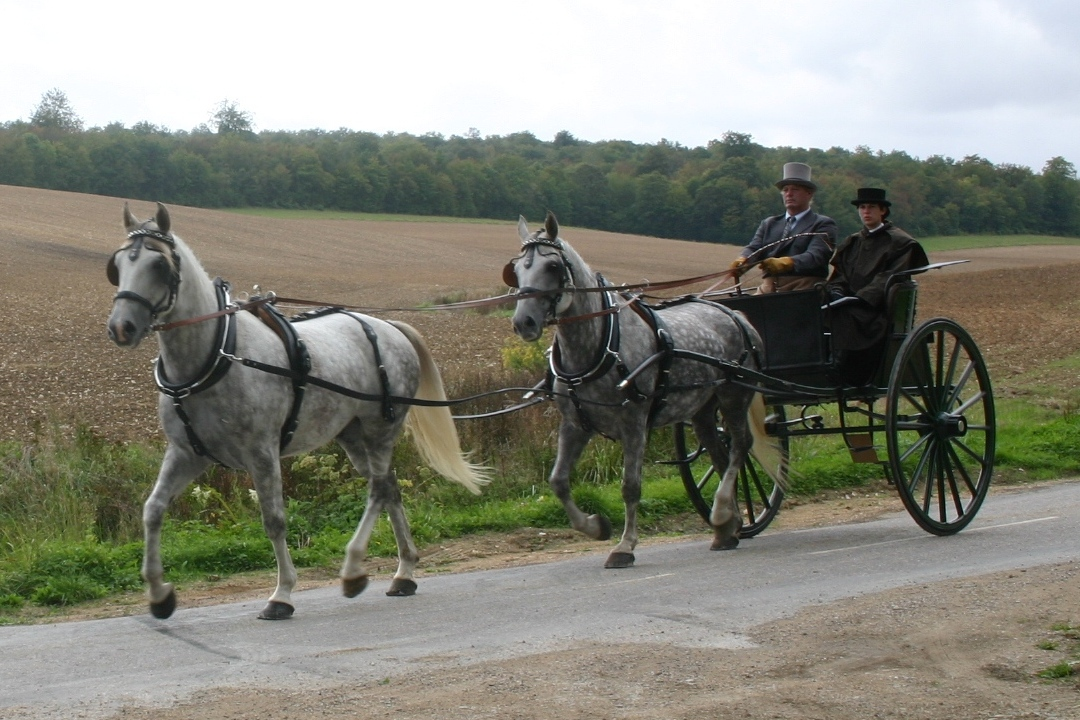
Attelage en tandem.

## Sources
Joseph Jobé, Au temps des cochers, Lausanne, Edita-Lazarus, 1976.  (ISBN 2-88001-019-5)